# Batisfera

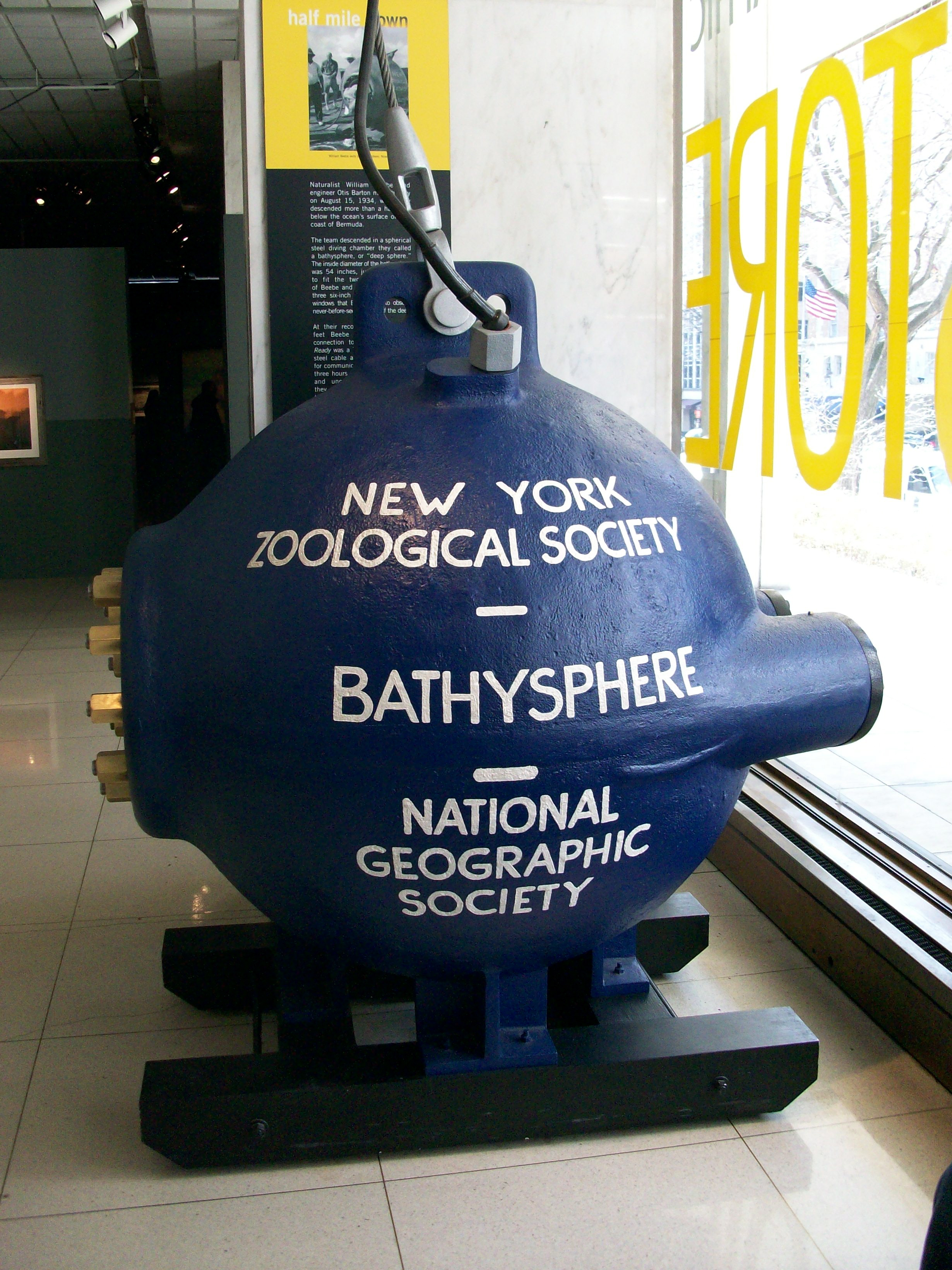
A batisfera em exposição no National Geographic museum em Nova Iorque (2009).

A batisfera é uma esfera oca para mergulhos, com um metro e meio de comprimento, construída em aço com paredes de uma polegada de espessura. Ela foi desenvolvida pelo engenheiro norte americano Otis Barton, para ser usada pelo naturalista William Beebe.
Com 2.850 kg de massa a batisfera era baixada por um único cabo de aço. O formato esférico distribui a pressão uniformemente pela superfície.
Em 30 de janeiro de 1930, na costa da Bermuda, a batisfera fez o primeiro teste não tripulado. O mergulho foi a uma profundidade de 500 metros e a esfera retornou cheia de água. Ao tentarem abrir a escotilha, a mesma foi arremessada a 15 metros de distância pela pressão interna.
Depois de 4 anos de testes, incluindo um mergulho tripulado a 260 metros, em junho de 1930, Beebe e Barton fizeram um mergulho de 1.000 metros em 21 de agosto de 1930. A pressão em cada polegada quadrada da batisfera era de aproximadamente 300 kg.
Os mergulhadores relataram a existência de novos animais, mas como nada foi registrado, os acadêmicos da época encararam as descobertas com ceticismo.